# Helmut Stauss
Helmut Stauss (* 3. Juli 1948 in Köln; † 23. Mai 2020 in Berlin) war ein deutscher Schauspieler, Theaterregisseur, Karikaturist und Autor.

## Leben
Stauss studierte an der Hochschule für Musik und Darstellende Kunst in Berlin (spätere Universität der Künste) an der Max-Reinhardt-Schule für Schauspiel. Anschließend studierte er Theaterwissenschaften und Germanistik an der Freien Universität Berlin. Er arbeitete nach seinem Studium zunächst als Regieassistent am Berliner Hebbel-Theater und dann als Schauspieler an der Freien Volksbühne Berlin bei Kurt Hübner. Freie Arbeiten als Regisseur an verschiedenen Bühnen, wie etwa Der eingebildete Kranke im Schlossparktheater Berlin und an den Hamburger Kammerspielen folgten. Ab 1980 war er zudem als Karikaturist tätig. Im Fernsehen spielte Stauss unter anderem Rollen in Derrick, Der Alte, Tatort und Schimanski. 1999 stellte er den Harry Dember im Spielfilm Klemperer – Ein Leben in Deutschland nach den Tagebuchaufzeichnungen von Victor Klemperer dar. Im US-Kinofilm Operation Walküre – Das Stauffenberg-Attentat mit Tom Cruise in der Hauptrolle spielte er die Rolle des NS-Richters Roland Freisler. 
Helmut Stauss lebte zuletzt in Berlin und war seit 1993 mit der Schauspielerin Yvonne Brüning verheiratet.

## Veröffentlichungen
Unter dem Pseudonym Teodoro Lim veröffentlichte Stauss eine Reihe historischer Kriminalromane, einen Erzählband sowie eine Autobiografie. 

## Filmografie (Auswahl)
- 1975: Berlin – 0:00 bis 24:00 – Der Findling
- 1976: Ein Fall für Stein – Auf dem Trip
- 1976: Den lieben langen Tag
- 1976: Die Fastnachtsbeichte
- 1977: Walter Hasenclever
- 1979: Der Alte – Nach Kanada
- 1986: Va Banque
- 1989: Derrick – Wie kriegen wir Bodetzki?
- 1989: SOKO 5113 – Chemie und ihre schmutzigen Kinder
- 1979: Labiche II
- 1983: Feuer für den großen Drachen
- 1991: Tatort: Bis zum Hals im Dreck
- 1991: Die weiße Falle
- 1991: Morlock (Kinderkram)
- 1996: Der Mann ohne Schatten
- 1996: Amerika
- 1997: Phantomschmerz
- 1999: Klemperer – Ein Leben in Deutschland
- 2001: Fremde Frauen küsst man nicht
- 2002: Schimanski: Asyl
- 2008: Operation Walküre – Das Stauffenberg-Attentat